# Did You Give Enough Love
Did You Give Enough Love è una canzone della cantante canadese Céline Dion, pubblicata come sesto ed ultimo singolo promozionale del suo secondo album in studio in inglese, Céline Dion (1992). Il brano fu pubblicato nel luglio 1993 come singolo radiofonico in Canada. Did You Give Enough Love è stato scritto da Seth Swirsky e Arnie Roman e prodotto da Ric Wake.

## Contenuti, videoclip musicale e pubblicazioni
Il CD promozionale conteneva, oltre alla versione album del brano, anche due remix di Did You Give Enough Love: Remix 45" e 12" Club Mix. Il singolo fu rilasciato senza copertina anche se sul CD era stampata una foto della Dion.
Per il singolo fu realizzato anche videoclip musicale in bianco e nero nel 1993, diretto da Alain Desrochers e girato a Montréal.
Do You Give Enough Love fu incluso anche nella versione europea del singolo The Power of Love, pubblicato un anno dopo.
La canzone raggiunse la posizione numero diciassette della classifica canadese.

## Formati e tracce
CD Maxi Singolo Promo (Canada) (Columbia: CDNK 838)
1. Did You Give Enough Love (Remix 45") – 4:22 (Seth Swirsky, Arnie Roman)
2. Did You Give Enough Love (12" Club Mix) – 6:44 (Swirsky, Roman)
3. Did You Give Enough Love (Album Version) – 4:21 (Swirsky, Roman)

## Classifiche
| Classifica                             | Posizione massima raggiunta |
| -------------------------------------- | --------------------------- |
| Canada (RPM 100 Hit Tracks)            | 17                          |
| Canada (RPM Adult Contemporary Tracks) | 23                          |

## Crediti e personale
Registrazione
- Registrato ai Cove City Sound Studios di Glen Cove (NY)

Personale
- Arrangiato da - Ric Wake, Rich Tancredi
- Musica di - Arnie Roman, Seth Swirsky
- Produttore - Ric Wake
- Testi di - Arnie Roman, Seth Swirsky